# Thoradonta longispina
Thoradonta longispina är en insektsart som beskrevs av Zheng, Z. och Xie 2005. Thoradonta longispina ingår i släktet Thoradonta och familjen torngräshoppor. Inga underarter finns listade i Catalogue of Life.